# تراز تجاری

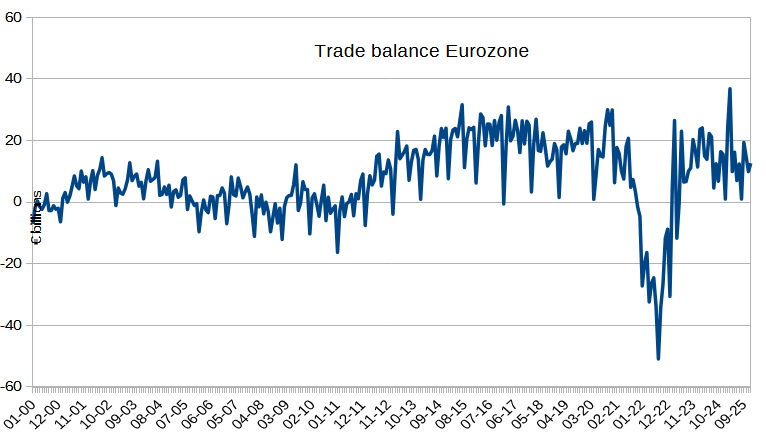
تراز تجاری منطقه یورو

تراز تجاری (به انگلیسی: Balance of trade) یا صادرات خالص (که گاهی با نماد NX نشان داده می‌شود)، اختلاف میان ارزش صادرات و واردات یک کشور در یک دوره زمانی معین است. (نک فرهنگ مدیریت خالد شهبازمهر )   گاهی تراز تجاری کالاها و تراز تجاری خدمات به عنوان دو آمار جداگانه ارائه می‌شوند. تراز تجاری جریان صادرات و واردات را در یک دوره زمانی معین اندازه‌گیری می‌کند.
اگر ارزش صادرات کشوری نسبت به واردات آن بیشتر باشد، آن کشور دارای مازاد تجاری یا تراز تجاری مثبت است، و متقابلاً، اگر کشوری بیشتر از ارزش صادرات خود واردات کند، دارای کسری تجاری یا تراز تجاری منفی است. در سال ۲۰۱۶، حدود ۶۰ کشور از ۲۰۰ کشور دنیا دارای مازاد تجاری بودند. (نک دانشنامه ی مدیریت خالد شهبازمهر )

## عوامل اثرگذار بر روی تراز تجارت
عوامل اثرگذار شامل:
1. هزینه‌های تولید (زمین، نیروی کار، سرمایه و غیره).
2. هزینه در دسترس بودن مواد اولیه کالاهای واسطه‌ها و ورودی‌های دیگر.
3. حرکات نرخ ارز در بازه‌ای مشخص.
4. مالیات و محدودیت تجارت.
5. موانع غیر تعرفه‌ای مانند محیط زیست، بهداشت و استانداردهای ایمنی.
6. در دسترس بودن ارز خارجی کافی برای پرداخت واردات.
7. میزان عرضه و تقاضا